# ديفيد جوفان
ديفيد جوفان (بالفرنسية: David Goffin)‏ مواليد 07 ديسمبر 1990 في لييج، بلجيكا. هو لاعب كرة مضرب بلجيكي محترف. حقق أعلى شهرة له بوصوله للدور الرابع من دورة فرنسا المفتوحة 2012، وخسر أخيراً من روجر فيدرير بأربع مجموعات.

## روابط خارجية
- ديفيد جوفان على موقع رابطة محترفي التنس (الإنجليزية)
- ديفيد جوفان على موقع الاتحاد الدولي لكرة المضرب (الإنجليزية)
- ديفيد جوفان على موقع كأس ديفيز (الإنجليزية)
- ديفيد جوفان على موقع بطولة ويمبلدون (الإنجليزية)
- ديفيد جوفان على موقع خلاصة التنس.كوم (الإنجليزية)
- ديفيد جوفان على موقع إي إس بي إن.كوم (الإنجليزية)
- ديفيد جوفان على موقع اللجنة الأولمبية الدولية (الإنجليزية)
- ديفيد جوفان على موقع أوليمبيديا (الإنجليزية)
- ديفيد جوفان على موقع اللجنة الأولمبية البلجيكية (الهولندية)
- ديفيد جوفان على موقع AS.com (الإسبانية)